# Jean Delumeau
Jean Delumeau   (Nantes, 18 de juny de 1923 - Brest, 13 de gener de 2020) va ser un historiador francès especialitzat en el cristianisme, en particular en el període del Renaixement.

## Biografia

### Carrera universitària
Fou un alumne de l'École Normale Supérieure (promoció del 1943), catedràtic d'història, membre de l'École française de Roma i doctor de lletres. Ensenyà història a l'École polytechnique, a la Universitat de Rennes 2, a l'École pratique des hautes études i a la Universitat de París I Panthéon-Sorbonne.
Ensenyà també al Collège de France i ocupà del 1975 al 1994 la càtedra d'«Història de les mentalitats religioses a l'Occident modern». Fou doctor honoris causa de la Universitat de Porto el 1984 i membre de l'Académie des inscriptions et belles-lettres el 1988.
Les seves obres han estat traduïdes a llengües com el japonès, el portuguès, el txec, el romanès, l'hongarès o l'italià.

### Membre de l'Institut
La seva espasa d'acadèmic li fou donada el 27 de setembre del 1989 per Philippe Wolff. Durant la cerimònia, Nicole Lemaître, Alain Cabantous, Michel Mollat du Jourdin, Philippe Wolff i el mateix Jean Delumeau participaren en les al·locucions.

### Funcions honorífiques
Fou membre d'honor de l'Observatoire du patrimoine religieux, una associació multiconfessional que obra per la preservació i conservació del patrimoni cultural francès.
També fou membre del comitè de padrinatge de la Coordinació per a l'educació a la no-violència i a la pau.

## Obres
- 1957-1959 Vie économique et sociale de Rome dans la seconde moitié du Plantilla:S-
- 1962 L'Alun de Rome, Plantilla:S mini--Plantilla:S mini- siècles
- 1965 Naissance et affirmation de la Réforme
- 1966 Le Mouvement du port de Saint-Malo, 1681-1720
- 1967 La Civilisation de la Renaissance (Grand Prix Gobert de l'Académie française)
- 1969 Histoire de la Bretagne
- 1971 Le Catholicisme de Luther à Voltaire, PUF
- 1974 L'Italie de Botticelli à Bonaparte (L'Italie de la Renaissance à la fin du Plantilla:XVIIIe siècle en réédition chez Armand Colin 1991)
- 1975 Rome au Plantilla:S- Plantilla:Commentaire biblio
- 1976 La Mort des pays de Cocagne. Comportements collectifs de la Renaissance à l'âge classique
- 1977 Le Christianisme va-t-il mourir ? (Grand Prix catholique de littérature)
- 1978 La Peur en Occident (Plantilla:S mini--Plantilla:S mini- siècles)
- 1979 Histoire vécue du peuple chrétien, 2 vol.
- 1983 Le Péché et la peur : La culpabilisation en Occident (Plantilla:S mini--Plantilla:S mini- siècles)
- 1985 Ce que je crois
- 1987 Les Malheurs des temps. Histoire des fléaux et des calamités en France (ouvrage collectif)
- 1989 Rassurer et protéger. Le sentiment de sécurité dans l'Occident d'autrefois
- 1990 L'Aveu et le Pardon
- 1992 Une histoire du Paradis. I: Le Jardin des délices
- 1992 Le Fait religieux (ouvrage collectif)
- 1995 Une histoire du Paradis. II: Mille ans de bonheur
- 1997 Des Religions et des Hommes
- 2000 "Histoire des pères et de la paternité" (ouvrage collectif - Plantilla:2e édition)
- 2000 Une histoire du Paradis. III: Que reste-t-il du Paradis ?
- 2003 Guetter l'aurore. Un christianisme pour demain
- 2005 Histoire des mentalités religieuses dans l'occident moderne Conférence terminale de jean Delumeau au Collège de France 1994 - CD audio - Ed. Le Livre Qui Parle
- 2008 Le Mystère Campanella
- 2010 À la recherche du paradis
- 2013 La seconde gloire de Rome. Plantilla:S mini--Plantilla:S mini- siècle